# 细梗香草
细梗香草（学名：Lysimachia capillipes）为报春花科珍珠菜属的植物。分布在台湾岛、菲律宾以及中国大陆的四川、江西、福建、湖南、湖北、贵州、浙江、广东、河南等地，生长于海拔300米至2,000米的地区，一般生于山谷林下以及溪边。

## 别名
满山香（江西）

## 异名
- Lysimachia capillipes Hemsl. var. cavaleriei (Levl.) Hand.-Mazz.
- Lysimachia capillipes Hemsl. var. diversifolia Chun et F. Chun